# Faverolles-et-Coëmy
Faverolles-et-Coëmy település Franciaországban, Marne megyében. Lakosainak száma 597 fő (2022. január 1.). Faverolles-et-Coëmy Lhéry, Savigny-sur-Ardres, Serzy-et-Prin, Tramery és Treslon községekkel határos.

## Népesség
A település népességének változása:
| Lakosok száma | 259  | 358  | 365  | 494  | 542  | 555  | 566  | 573  | 578  | 597  |
|               | 1968 | 1982 | 1990 | 2006 | 2013 | 2015 | 2017 | 2019 | 2020 | 2022 |